# Ariarâmenes
Ariarâmenes foi rei de Ansã (676 a.C.—590 a.C.). Seu nome aparece na Inscrição de Beistum, gravada por Dario I. Ele foi o pai de Arsames, pai de Histaspes, pai de Dario I, e era filho de Teispes, filho de Aquêmenes.